# Sporting Club Alianza
El Sporting Club Alianza es un equipo de fútbol profesional de Ibarra, provincia de Imbabura, Ecuador y se desempeña en la Segunda División. La Sede administrativa se encuentra en la calle Luis Fernando Villamar 1-74 y Olmedo (junto al cuerpo de bomberos de Ibarra).
Está afiliado a la Asociación de Fútbol Profesional de Imbabura.

## Estadio
- Datos: Q6133395